# Debbie Stoller
Debbie Stoller (née en 1961) est une autrice, éditrice et éditorialiste féministe américaine du New York Times  qui rencontre un succès à la fois dans l'univers des magazines et des livres. Elle vit à Brooklyn, New York. Stoller est cofondatrice, copropriétaire et rédactrice en chef du magazine culturel BUST, qu'elle et Marcelle Karp ont lancé en 1993.

## Formation
Stoller est titulaire d'une maîtrise de psychobiologie et d'un doctorat en psychologie des femmes, tous deux reçus à l'Université de Yale.

## Carrière
Stoller est l'une des fondatrices du « girlie feminism » (« féminisme féminin »), une stratégie féministe de la troisième vague dans laquelle les activités et les traits féminins traditionnels - en particulier ceux rejetés par les féministes de la deuxième vague des années 1970 comme étant oppressants - sont réévalués et souvent adoptés.

### Magazine Bust
En 1993, elle a cofondé le magazine BUST. Celui-ci a été un projet à temps partiel autofinancé pendant sept ans, avant d'être vendu à RSub en 2000, permettant à Stoller de travailler à plein temps sur BUST. Après le 11 septembre, le magazine a temporairement cessé ses activités. Les frais de recouvrement de l'entreprise ont été levés avec l'aide des soutiens du magazine.
En 1999, Stoller et Karp ont co-édité The BUST Guide to the New Girl Order, qui était une compilation des meilleurs écrits du magazine BUST à cette époque.

### Tricot
En 1999, Stoller a formé un groupe Stitch 'n Bitch (un jeu de mots traduisible en "points de pétasses") dans l'East Village de New York pour enseigner et encourager les autres à tricoter, et a commencé à écrire sur son passe-temps et son groupe dans le magazine BUST. En 2003, Stoller a écrit Stitch 'N Bitch: The Knitter's Handbook, le premier de la série de livres, calendriers et revues de tricot les plus vendus Stitch'n Bitch. Il a été suivi par Stitch 'n Bitch Nation, qui a également figuré sur la liste des meilleures ventes du New York Times, Stitch 'n Bitch Crochet: The Happy Hooker, Son of Stitch 'n Bitch et Stitch 'n Bitch Superstar Knitting. Elle accueille et enseigne sur les croisières Stitch 'n Beach et Stitch 'n Bitch Toscane. Stoller encourage ses lectrices à se lancer dans l'activité « féminine » du tricot et à organiser leurs propres sessions Stitch 'N Bitch dans leurs communautés. En 2010, Stoller s'est associée à Red Heart pour lancer une ligne de fils, Stitch Nation de Debbie Stoller.

### Apparitions
Stoller est apparue sur Politically Incorrect avec Bill Maher, The Roseanne Show, Good Morning America, The Today Show et All Things Considered de NPR. Stoller est apparue en tant qu'invitée spéciale au Dutch Stitch 'n Bitch Dag à Rotterdam chaque année depuis 2006. Elle a fait sa première apparition lors d'une émission de tricot au Royaume-Uni le 10 novembre 2007 en tant qu'invitée spéciale pour le UK Stitch 'n Bitch Day 2007 de I Knit London. Elle y a organisé un atelier, un défilé de mode et un lancement de livre pour le quatrième de sa série de livres Stitch 'n BItch. Son of Stitch 'n Bitch (Fils de Stitch 'n Bitch).